# Cremastus crassicornis
Cremastus crassicornis là một loài tò vò trong họ Ichneumonidae.